# Prugovac (Aleksinac)
Prugovac (Servisch: Пруговац) is een plaats in de Servische gemeente Aleksinac. De plaats telt 318 inwoners (2002).